# Польовий Віктор Павлович
Віктор Павлович Польовий (народився 23 жовтня 1963, с. Кормильча, Чемеровецький район, Хмельницька область) — український лікар та науковець у галузі хірургії. Доктор медичних наук, професор, завідувач кафедри загальної хірургії Буковинського державного медичного університету, лікар вищої категорії.

## Життєпис
З відзнакою закінчив Кам'янець-Подільське медичне училище (1983), Чернівецький медичний інститут (1989) та аспірантуру без відриву від виробництва при кафедрі факультетської хірургії (2000). Працював лікарем-хірургом, головою райкому профспілки медичних працівників Городоцького району (1992—1999 рр.) та заступником головного лікаря по медичній частині (1999—2000) Городоцької центральної районної лікарні Хмельницької області. З 2000 року — асистент, з 2002-го — доцент кафедри госпітальної хірургії, з 2008-го — завідувач кафедри загальної хірургії Буковинського державного медичного університету. Декан медичного факультету № 3 (2001—2004), з 2004 року — декан медичного факультету № 1 (2004—2010). У 2001 році захистив кандидатську дисертацію на тему "Ефективність хірургічного лікування гострого гнійного перитоніту при застосуванні антиоксидантної терапії (експериментально-клінічне дослідження), а у 2007 році — докторську «Клінічно-експериментальне обґрунтування хірургічної тактики в потерпілих з абдомінальною травмою». Кандидат медичних наук (2001), доцент (2002), доктор медичних наук (2007), професор (2010). Є магістром галузі «Управління та адміністрування» за фахом «Економіка, банківська справа та страхування» та маю кваліфікацію лікаря–спеціаліста за спеціальністю «Організація і управління охороною здоров'я».

## Наукова діяльність
Напрями наукових досліджень: діагностика і лікування гнійних та посттравматичних хірургічної патології органів черевної порожнини.
Під керівництвом Польового В. П. захищено 10 кандидатських дисертацій та одна магістерська робота. Заплановано ще три кандидатські та одна докторська дисертації. Автор понад 500 наукових праць; зокрема — 6 підручників, 27 навчально-методичних посібників, 32 монографій, 4 інформаційних листів, 23 патенти на винаходи, 26 раціоналізаторських пропозицій.
Нагороджений Почесними грамотами МОЗ України (2005, 2007), Чернівецької ОДА (2006), Чернівецької обласної ради (2008, 2020), подяками Департаменту охорони здоров'я Чернівецької ОДА (2021) та Чернівецької міської ради (2021). Лауреат обласної премії імені В. Залозецького (2007), іменної відзнаки ім. професора В. Т. Зайцева (2018).
Член редакційних рад наукових фахових видань України — «Харківська хірургічна школа», «Клінічна анатомія та оперативна хірургія», «Буковинський медичний вісник».
Вибрані наукові праці
1. В. П. Польовий Грижа небезпечніша, ніж ви думаєте Всеукраїнська газета «Доброго здоров'я» № 4, квітень, 2021 р
2. В. П. Польовий, Р. І. Сидорчук, В. Б. Гощинський Прогнозування перебігу та хірургічна корекція критичної ішемії нижніх кінцівок у хворих на цукровий діабет — монографія: проф.. Польовий В. П., проф.. Сидорчук Р. І. проф.. Гощинський В. Б.). — Чернівці: Медуніверситет, 2021. — 346 с.
3. В. П. Польовий, І.Я Дзюбановський С. М. Геник Лікування гнійних ран: реалії та здобутки — монографія: проф.. Польовий В. П., Дзюбановський І. Я., Геник С. М.). — Чернівці: Медуніверситет, 2021. — 376 с.
4. С. В. Малик В. П. Польовий Хірургія для стоматологічних факультетів — Підручник для студ. стомат. фак.-тету / [С. В. Малик, В. П. Польовий та ін..]; за заг. ред.. С. В. Малика. — Вінниця: Нова книга, 2020. — 440 с
5. S.D. Khimich, M.D. Zheliba, V.P. Polovyj General Surgery Kyiv, AUS Medicine Publishing, 2019 /Edited by Professor S.D. Khimich, Professor M.D. Zheliba/ 534 s.
6. Polovyi, V., Solovey, M.,Solovey, Yu., Dubolazov, A.,Ushenko, Yu Phase tomography of the polycrystalline structure of bloodfilms — Proceedings of SPIE 11483 Novel Optical Systems, Methods, and Applications XXIII, 114830U (21 August 2020).

## Громадська діяльність
- Член редакційної ради наукового фахового видання України «Харківська хірургічна школа».
- Член редакційної ради наукового фахового видання України «Клінічна анатомія та оперативна хірургія».
- Член редакційної ради наукового фахового видання України «Буковинський медичний вісник».
- Консультант Медичного консультативного центру Буковинського державного медичного університету та Helsi.